# 좌충우돌 만국유람기
좌충우돌 만국유람기는 부산문화방송의 여행 전문 예능 프로그램으로, 매주 토요일 오전 9시에 편성된다. 프로그램의 소재는 KBS 1TV의 《걸어서 세계속으로》나 EBS 1TV의 《세계테마기행》과 거의 유사하며, 출연진에는 김근수와 김대영으로 구성되어 있다.

## 역대 출연자

### 2006 ~ 2013년
- 김근수
  - 이영재, 소지승, 전우성, 김준영, 김선우, 김대영

### 2013 ~ 2014년
- 배장환, 최요셉 : 스페인, 미국 서부
- 김완배, 김영준 : 베트남, 말레이시아, 동티모르, 중화민국
- 김완배, 한신 : 터키, 네덜란드/벨기에
- 한신, 김신광 : 캄보디아

### 2015년
2015년에는 출연진이 전부 여성으로 구성되어 있다.
- 김나은, 김사비나 : 오키나와, 하와이
- 이수민, 조아라 : 괌, 사이판
- 이수민, 정민지 : 중화인민공화국, 일본 규슈 일원
- 김나영, 박지향 : 싱가포르

### 2016 ~ 2019년
- 한수용
  - 김윤호, 박성광, 양상국, 박진우, 김초록[B], 김완배

### 2019년
- 한수용, 김완배 : 칠레, 남극
- 신윤승, 정찬민 : 러시아
- 박현국, 김동혁 : 브루나이, 이란, 싱가포르, 조지아, 아르메니아, 아제르바이잔, 필리핀

### 1인 출연자
- 김하영 : 멕시코, 라오스
- 양상국 : 볼리비아 및 칠레
- 김대영 : 포르투갈
- 김초록 : 튀르키예 불가리아 그리스 알바니아

## 방영 목록

### 시즌 1
- 2006년 : 터키, 인도
- 2007년 : 다음과 같음
  - 단일 국가 : 베트남, 태국, 네팔, 말레이시아
  - 2개 이상의 지역 : 캄보디아/라오스, 일본 - 도쿄, 오사카
- 2008년~2009년 : 쿠바, 남아프리카 공화국, 필리핀, 이집트, 중화인민공화국, 인도네시아, 타이완 및 마카오
- 2010년 : 일본 - 홋카이도, 중화인민공화국, 미국, 그리스, 브라질, 미얀마
- 2011년 : 몽골, 이탈리아, 독일, 우즈베키스탄/키르기스스탄
- 2012년 : 다음과 같음
  - 비아시아권 : 마다가스카르, 중동, 뉴질랜드
  - 동남아시아 : 홍콩, 마카오, 중화인민공화국 - 주하이시, 싱가포르, 페낭, 푸켓
- 2013년 : 프랑스 파리, 오스트레일리아

### 시즌 2
- 2013년 : 스페인, 미국 서부, 베트남, 말레이시아, 동티모르
- 2014년 : 타이완, 터키, 캄보디아, 네덜란드/벨기에
- 2015~2016년 : 다음과 같음
  - 단일 지역 및 국가 : 오키나와현, 하와이주, 규슈, 싱가포르
  - 2개 이상의 지역 및 국가 : 괌/사이판, 칭다오시/상하이시
- 2016~2017년 : 다음과 같음
  - 단일 국가 : 스리랑카, 모로코
  - 그 외 : 피지/사모아, 태국/미얀마, 뉴칼레도니아/바누아투
- 2017년 1인 출연자 방영분 : 멕시코, 라오스, 볼리비아/칠레
- 2017~2018년 남성 출연자 방영분 : 폴란드, 핀란드
- 2018년 : 아르헨티나, 베트남, 인도, 요르단, 미국 동부, 불가리아
- 2019년 : 다음과 같음.
  - 단일 지역 및 국가 : 남극, 러시아, 브루나이, 이란, 싱가포르, 필리핀
  - 캅카스 지역 : 조지아, 아르메니아, 아제르바이잔
- 2020년 이후 : 베네수엘라, 포르투갈, 대한민국[C]

## 내레이션
- 현재 : 안지환
- 과거 : 홍승옥

## 여담
- 부산문화방송에서 인지도가 높은 예능 프로그램으로 서울특별시 등 수도권 지역의 시청자들의 호응이 좋아지면서 서울 본사 채널인 MBC TV에서도 새벽 시간대에 상시적으로 편성된다.
- 마카오로 수출되면서, 중국어 더빙으로 편성되었던 이력이 있었다.
- 네이버 시리즈에서도 유상 판매가 가능하다.

## 같이 보기
- 걸어서 세계속으로
- 세계테마기행
- 배틀트립
- 정글의 법칙
- 뭉쳐야 뜬다